# Colonia el Mirador, Nayarit
Colonia el Mirador är en ort i Mexiko.   Den ligger i kommunen Bahía de Banderas och delstaten Nayarit, i den centrala delen av landet, 600 km väster om huvudstaden Mexico City. Colonia el Mirador ligger 31 meter över havet och antalet invånare är 267.
Terrängen runt Colonia el Mirador är platt åt sydost, men åt nordväst är den kuperad. Runt Colonia el Mirador är det tätbefolkat, med 319 invånare per kvadratkilometer. Närmaste större samhälle är San Juan de Abajo, 1,5 km norr om Colonia el Mirador. Omgivningarna runt Colonia el Mirador är en mosaik av jordbruksmark och naturlig växtlighet.